# سبريسية
سبريسية أو سبريسيات فصيلة حيوانات مائية نهرية وبحرية من القشريات الدنيا الصدفيات.